# Bernhard II. (Lippe)

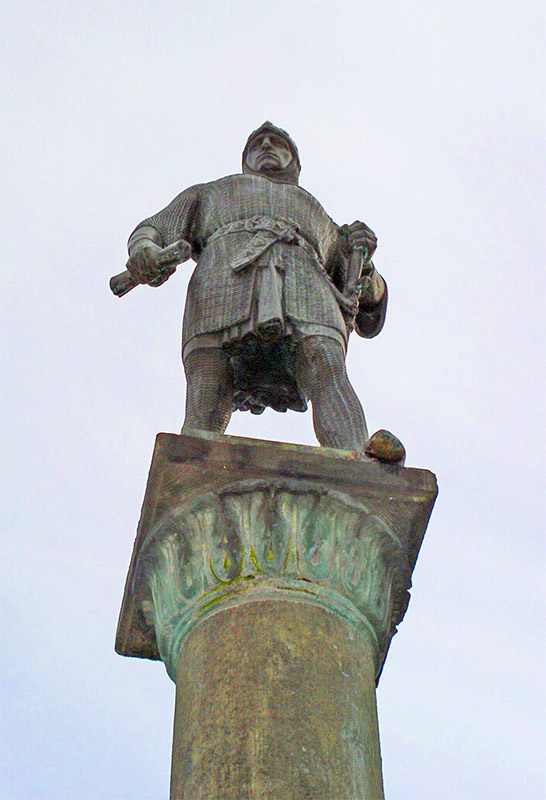
Denkmal von Bernhard II. in Lippstadt von Albert Pehle

Bernhard II. zur Lippe (* um 1140 evtl. auf dem Hermelinghof im heutigen Stadtgebiet von Lippstadt; † 1224 in Mesothen) war der Begründer der Landesherrschaft Lippe und der Planstädte Lippstadt und Lemgo. Er trat nach 1194 in das Zisterzienserkloster Marienfeld ein, wurde um 1210 Abt im Kloster Dünamünde und 1218 Bischof von Selonien.

## Leben
Bernhard II. war der Sohn Hermanns I. und der Neffe Bernhards I., die als erste als „Edle zur Lippe“ bezeichnet wurden. Er entwickelte sich im Laufe seines Lebens zu einer der wichtigsten und einflussreichsten westfälischen Persönlichkeiten der Stauferzeit. Ihm sind wahrscheinlich sämtliche Hoheits- und Sonderrechte der „Herren zur Lippe“ zu verdanken.

### Die Jahre vor dem Sächsischen Krieg (1140–1177)
Bernhard II. besuchte vor seinem Amtsantritt 1167 wahrscheinlich die Domschule in Hildesheim (es existieren hierzu keine genauen Quellen), wo er später als Domherr wirkte. Die Ausbildung, die ihm an dieser Schule zuteilwurde, überragte die anderer Adeliger seiner Zeit. 1163 wurde er nach dem Tod seines älteren Bruders Hermann zurück an die Lippe gerufen. Er erhielt eine standesgemäße ritterliche Ausbildung, wahrscheinlich zum Teil am Hofe Heinrichs des Löwen in Braunschweig, und wurde zum Ritter geschlagen.
Die Regentschaft im lippischen Herrschaftsbereich übernahm er nach dem Tod seines Vaters Hermann I. 1167, als dieser im Heer des Kaisers Friedrich I. vor Rom einer Seuche erlag. Die Besitzung bestand zu diesem Zeitpunkt bereits aus dem ursprünglichen Besitz der Familie nahe der heutigen Stadt Lippstadt sowie großen Teilen des späteren Landes Lippe. Er heiratete 1167 Heilwig, Gräfin von Are, die dem rheinischen Adel angehörte und in weiterer Verwandtschaft mit dem Haus der Staufer verbunden war. Der Onkel seiner Frau, Friedrich von Ahre, war zu dieser Zeit Bischof von Münster (1152–1168) und wurde zu einem guten Freund des jungen Edelherren. Über Friedrich von Ahre sowie über dessen Vetter, Herrmann von Ahre, den Abt des Klosters Cappenberg, bestanden relativ enge Verbindungen mit dem Erzbischof von Köln, Philipp I. von Heinsberg, der Bernhards Lehnsherr war.

### Der Sächsische Krieg
Die Zeit von 1177 bis 1181 war geprägt vom Sächsischen Krieg, in dem die Meinungsverschiedenheiten des Sachsenherzogs Heinrich des Löwen und des Kölner Erzbischofs Philipp von Heinsberg gipfelten. Trotz seiner engen Bindungen und der räumlichen Nähe zu Köln kämpfte Bernhard II. gemeinsam mit seinem Vetter Widukind von Rheda als Gefolgsmann Heinrichs des Löwen in Westfalen und zog sich so auch die Feindschaft seines Lehnsherren und der meisten anderen Adeligen Westfalens zu. Im Laufe des Krieges wurde Bernhard II. zu einem der engsten Gefährten Heinrichs des Löwen. Zugleich pflegte er jedoch auch seine guten Beziehungen zum neuen Bischof von Münster, Hermann II.  (Amtszeit 1173 bis 1202), der ab etwa 1180 zu einem engen Berater des Kaisers Barbarossa und so für Bernhard II. nach dem Kriegsende zu einem wichtigen Vermittler wurde.
Von 1179 an zerstörte Bernhard II. in seinem näheren Umland die Besitzungen des Kölner Erzbischofs. Vor allem das gerade im Aufbau begriffene Medebach wurde zerstört. Die Stadt Soest konnte aufgrund der gerade neu gebauten Stadtmauern einen Angriff abwehren. Im Anschluss daran wendeten sich Bernhards Truppen zur Unterstützung des sächsischen Heeres unter der Führung des Grafen Gunzelin von Schwerin im nördlichen Westfalen gegen ein vereintes Heer der mit den Kölnern verbündeten Fürsten, des Bischofs von Osnabrück sowie der Grafen von Tecklenburg und Ravensberg, denen die Grafen von Arnsberg und die Grafen von Schwalenberg zu Hilfe kamen. Sieger dieser Schlacht auf dem Halerfeld, zehn Kilometer vor Osnabrück, blieb das sächsische Heer.

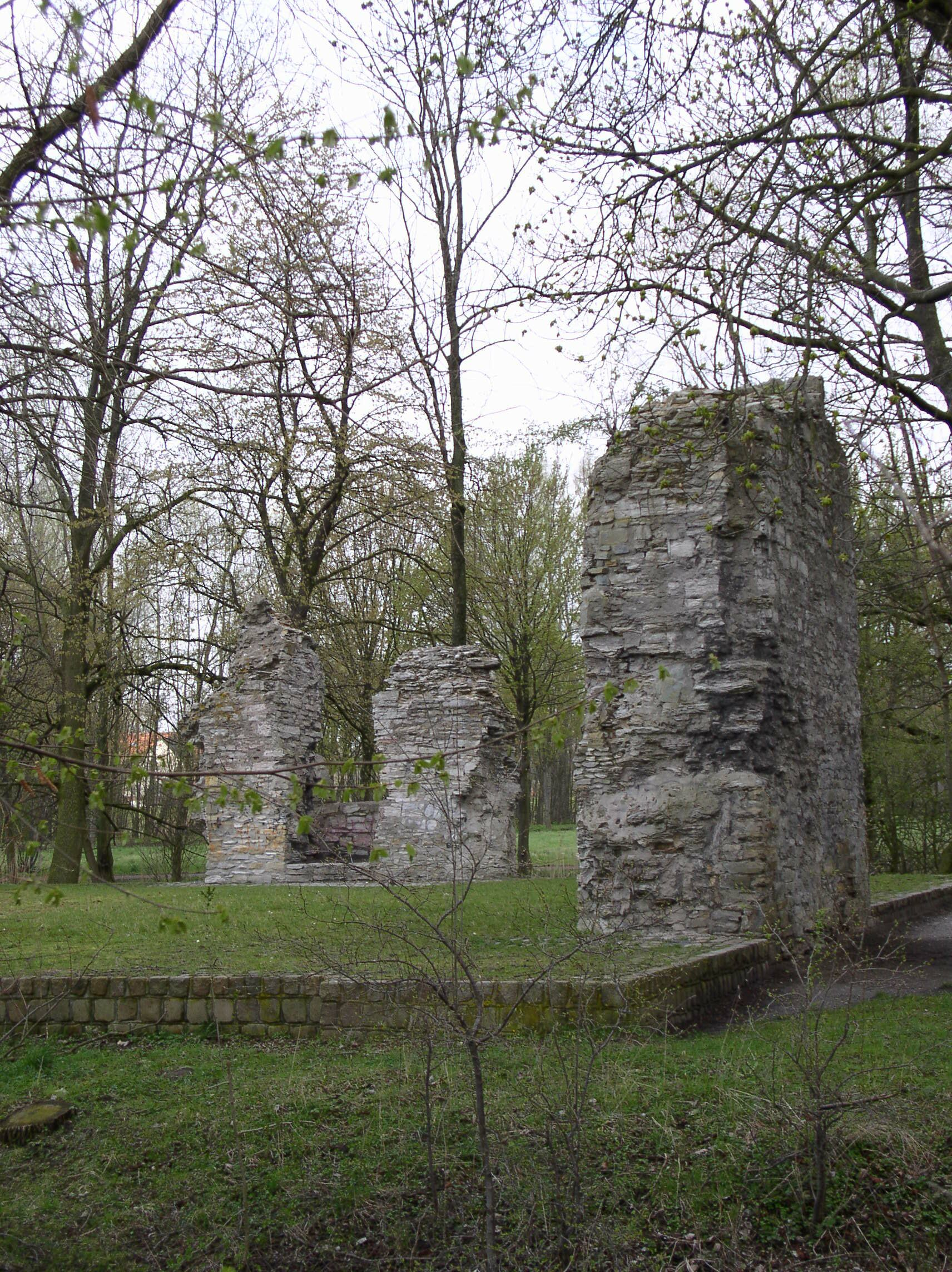
Burgruine Lipperode

Nach dieser Schlacht wurden jedoch im Zuge eines Vorstoßes der Kölner gegen die Anhänger Heinrichs 1177 das Zentrum der Besitzungen Bernhard II., das ehemalige Marktviertel nahe der Lippefurt (heute Nicolaiviertel in Lippstadt) und die ehemalige Nicolaikirche sowie seine Burg zerstört. Bernhard II. selbst wurde vertrieben und floh an den Hof Heinrichs des Löwen. Über ihn lernte Bernhard II. die Grundzüge der Stadtplanung, vor allem die Wasserbautechnik, kennen. Seine Eindrücke sammelte er in Braunschweig und Hildesheim, später auch bei der Verteidigung und dem Ausbau der Stadt Neuhaldensleben nahe Magdeburg. Er verteidigte bis 1181 die Festung des Herzogs in Haldensleben, die von Truppen des Kaisers Barbarossa belagert wurde. Er musste diese Festung aufgeben, als die Gegner den Fluss Ohre stauten und damit die Festung unter Wasser setzten. Bernhard II. und sein Gefolge konnten frei abziehen.

### Die Jahre zwischen 1181 und 1184
Heinrich der Löwe wurde 1180 auf dem Hoftag zu Gelnhausen geächtet und musste Deutschland verlassen. Von diesem Zeitpunkt an bricht die Überlieferung vom Leben Bernhards II. ab und setzt erst 1184 wieder ein. Abweichend von der gängigen Darstellung, der zufolge Bernhard II. an die Lippe zurückgekehrt sei, nimmt der Historiker Paul Leidinger an, dass Bernhard II. den Sachsenherzog ins Exil an den englischen Königshof in der Normandie begleitete. Von dort kehrte er nach Ansicht Leidingers erst 1184 zurück und traf an dessen Hoftag in Köln auf den Kölner Erzbischof und neuen Herzog von Westfalen Philipp von Heinsberg.
Leidinger begründet seine Darstellung der Geschichte dadurch, dass für die fragliche Zeit Quellen über Widukind von Rheda existieren, der sich bis dahin nie von Bernhard II. getrennt hatte. Vor allem die Urkunde zur Gründung des Klosters Marienfeld deutet auf die Trennung der beiden Freunde hin. Außerdem zeigt ein Relief der Lippstädter Marienkirche offensichtlich Bernhard II. auf einer Pilgerreise nach Santiago de Compostela, die er gemeinsam mit Heinrich dem Löwen unternommen haben soll.

### Die Rückkehr Bernhards II. und die Stadtgründung Lippstadts und Lemgos
Zur Zeit der Rückkehr Bernhards II. war das ehemalige Marktviertel an der Lippe wahrscheinlich schon wieder aufgebaut worden. Obwohl Bernhard in den zurückliegenden Schlachten immer an der Seite Heinrichs des Löwen gekämpft hatte, kam er doch zu dem damals sehr seltenen Privileg, mit Genehmigung des Kaisers Barbarossa eine Stadt im Zentrum seiner Besitzungen bauen zu dürfen. Diese wurden ihm im Zuge von Klärungen mit Philipp von Heinsberg zurückgegeben.
Vielleicht traf Bernhard II. zu Pfingsten 1184 auf dem Reichsfest in Mainz mit Barbarossa zusammen. Zum Fest der Schwertleite der Kaisersöhne sammelte sich der gesamte Adel des Landes mit Gefolge; nach unterschiedlichen Quellen sollen zwischen 20.000 und 70.000 Menschen versammelt gewesen sein. Nach einem Sturm wurde das Fest jedoch bereits am Pfingstmontag abgebrochen, und der Kaiser zog sich mit seinem Gefolge nach Gelnhausen zurück. Nach einer Überlieferung des Dichters Justinus Lippiensis, der das Leben Bernhards II. später in seinem als Lippiflorum (Lippische Rose, nach der Wappenrose der Herrn zur Lippe) benannten Werk reflektierte, befand sich Bernhard II. ebenfalls auf diesem Fest. Er soll dem Kaiser durch sein edles Auftreten aufgefallen und von ihm gebeten worden sein, einen Wunsch zu äußern. Der Wunsch Bernhards bestand darin, eine Stadt an der Lippe bauen zu dürfen, und Barbarossa soll ihm diesen Wunsch gewährt haben. Diese Geschichte ist sicher etwas blumig dargestellt, an der kaiserlichen Erlaubnis zur Stadtgründung gibt es jedoch kaum Zweifel. Wahrscheinlich war es dem Berater des Kaisers, Bischof Hermann II. von Münster, zu verdanken, dass dies geschah, und auch an der Vermittlung mit dem Kölner Erzbischof war er wahrscheinlich maßgeblich beteiligt.

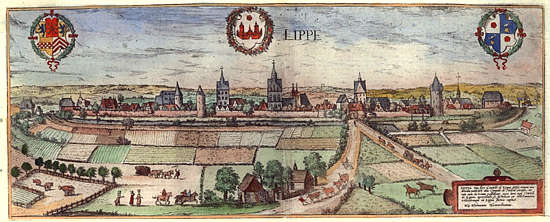
Lippe (Braun/Hagenberg 1588)

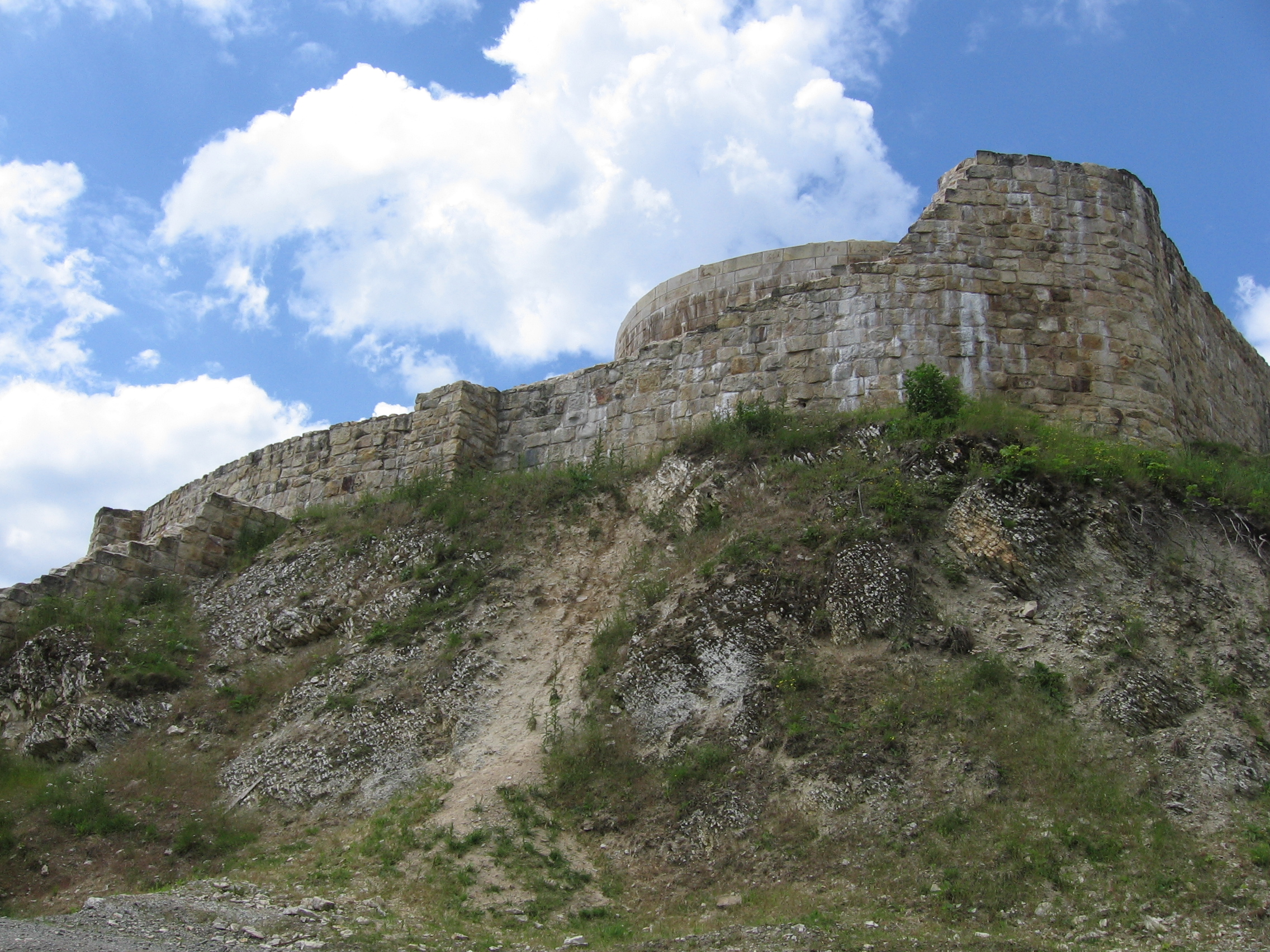
Ruine Falkenburg (Detmold)

Bernhard II. gründete nachfolgend 1185 (anderen Quellen zufolge schon 1184) die Stadt Lippe (heute Lippstadt im Kreis Soest) als erste Planstadt Westfalens. Nach ihrem Vorbild gründete er 1190 als zweite Stadt im Land Lippe Lemgo. In dieser Zeit war Bernhard II. auch an der Gründung des Klosters Marienfeld 1185 beteiligt.
Sein Freund Widukind von Rheda nahm 1189 mit Kaiser Barbarossa am Dritten Kreuzzug teil und starb auf diesem. Als Widukinds Erbe erhielt Bernhard die Herrschaft über Rheda, und ihm wurde die Vogtei über die Klöster Liesborn und Freckenhorst übertragen.
Etwa 1192 erwirkte Bernhard II. die Erlaubnis, innerhalb des bischöflichen Forstbanngebietes die Falkenburg am Falkenberg zu bauen, wobei alle Rechte zwischen dem Bischofssitz Paderborn und ihm aufgeteilt wurden. Durch eine Krankheit regierungsunfähig geworden übergab Bernhard 1194 die Herrschaft an seinen Sohn Hermann II. (* um 1170) und ging danach als Mönch in das von ihm 1185 mitbegründete Zisterzienserkloster Marienfeld.

### Abt und Bischof in Livland
Um 1210 wurde er Abt in Dünamünde in Livland. Schließlich war er von 1218 bis 1224 Bischof von Selonien im Baltikum. Dieses Bistum hatte Albert von Buxthoeven 1218 als Missionsbistum für Bernhard eingerichtet, es erstreckte sich südlich der Düna. Der Papst bestätigte die Gründung im Folgejahr. Ende April 1224 starb Bernhard II., wahrscheinlich in Selburg, der Hauptstadt seines Bistums, oder in Mesoythen. Beigesetzt wurde er im Kloster Dünamünde. Das Bistum Selonien wurde bereits 1226 zugunsten des Bistums Semgallen aufgelöst.

## Sagen und Anekdoten

### Die Sage von der Strafe Gottes
Der Überlieferung nach soll Bernhard in der Zeit seiner Herrschaftsausübung durch Rauben und Brennen seinen Untertanen sehr viel Unrecht zugefügt haben. Hierfür habe ihn Gott mit Lahmheit an beiden Füßen gestraft. Der reuige Bernhard habe sich daraufhin demütig in die Obhut und Pflege von Zisterziensermönchen begeben und sei wegen seiner Heilung selber auch Zisterziensermönch geworden.

### Die Mantelanekdote
Moderne Bänkelsänger erzählen die Mantelanekdote von Bernhard aus dem Lipperland. Dieser zufolge soll Bernhard zu spät zu einem Fest gekommen sein. Da keine Sitzplätze mehr frei waren, setzten sich Bernhard und sein Gefolge auf ihre Mäntel. Nach Beendigung der Versammlung ließen sie ihre Mäntel liegen. Auf die Frage, weshalb sie die Mäntel liegen ließen, antwortete er, dass es im Lipperland nicht üblich sei, die Sitzmöbel mitzunehmen. Am anderen Tag soll er vom Kaiser (Barbarossa) selbst Sitzmöglichkeiten bekommen haben.

## Nachkommen
Aus Bernhards Ehe mit Heilwig von Are-Hochstaden (* 1150, † 1196), Tochter des Grafen Otto von Are-Hochstaden, gingen elf Kinder hervor:
- Hermann II. (* 1175, am 25. Dezember 1229 gefallen)
- Otto II., ab 1215 Bischof von Utrecht, am 28. Juli 1227 in der Schlacht bei Ane gefallen
- Bernhard IV., seit 1228 Bischof von Paderborn († 14. April 1247)
- Dietrich († 28. Juli 1227, in der Schlacht bei Ane gefallen)
- Gebhard II. (* um 1190), ab 1219 Erzbischof von Bremen († 28. August 1258 in Bremervörde)
- Ethelind, Äbtissin von Bassum wohl 1224 bis etwa 1243
- Gertrud II., Äbtissin der Reichsabtei Herford 1217–1239
- Kunigunde, Äbtissin von Freckenhorst von 1219 bis ungefähr 1225
- Adelheid, verheiratet mit Heinrich von Cuyk, Graf von Arnsberg, schließlich 41 Jahre nach dem Tod ihres Mannes Äbtissin des Stifts Elten
- Heilwig (* um 1186, † nach 1244), verheiratet mit Graf Gottfried II. von Ziegenhain
- Beatrix, verheiratet mit Heidenreich I. von Lutterberg am Harz, † 1244